# BMW Motorrad

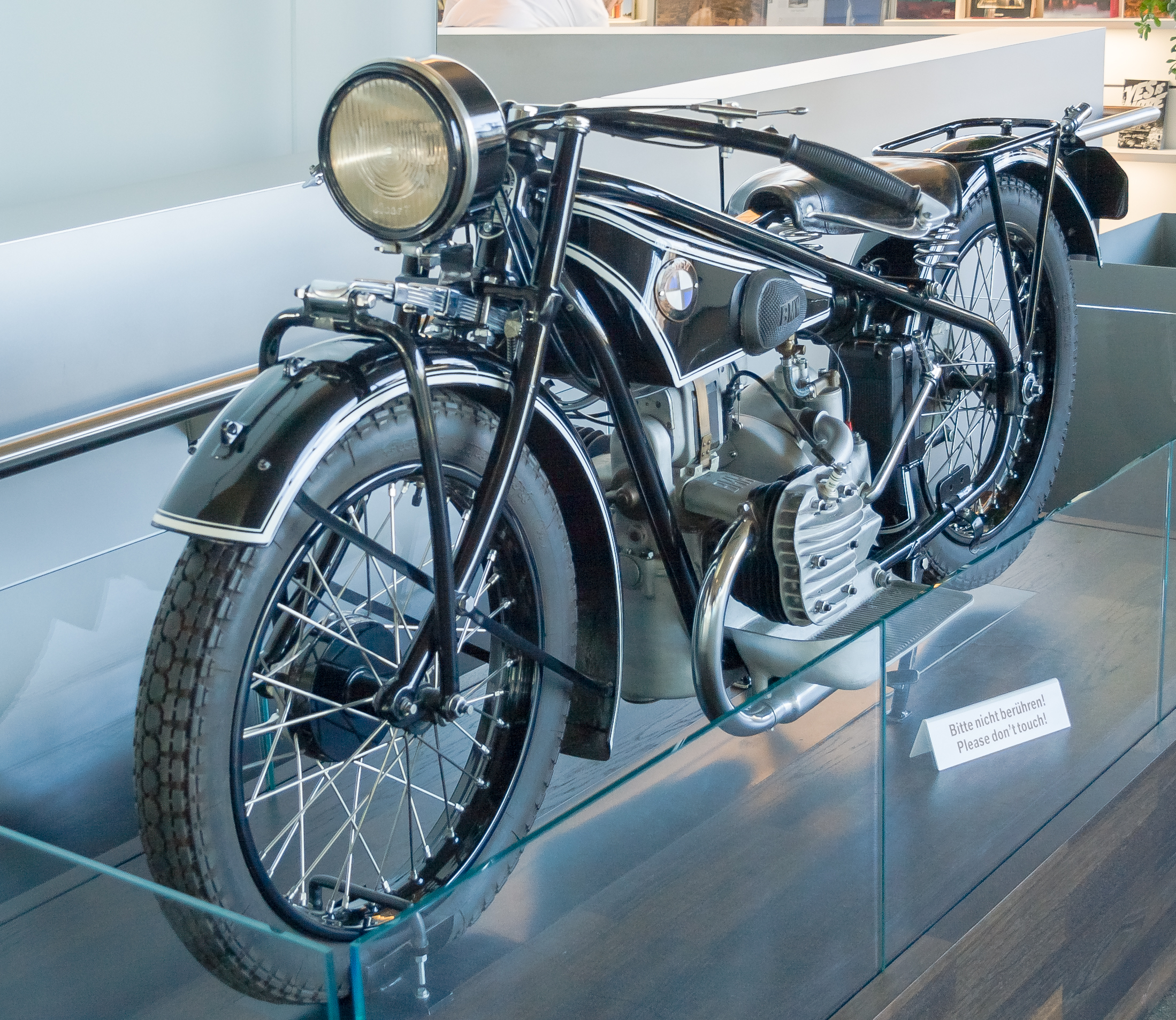
BMW R32.

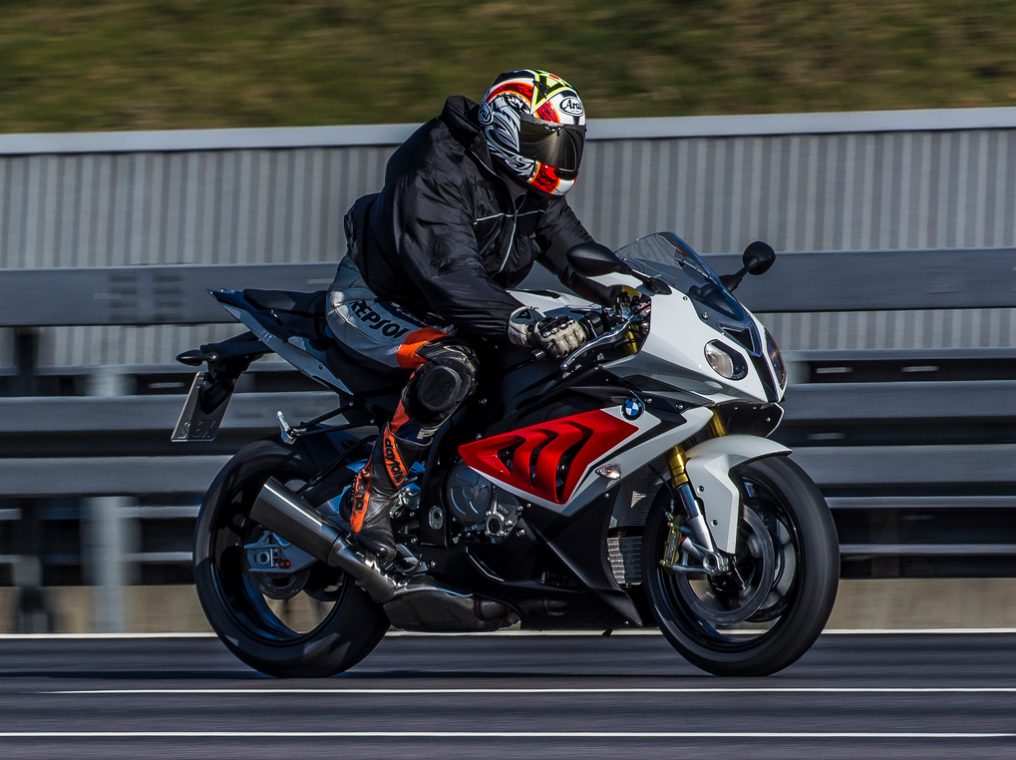
BMW S1000rr 2012.

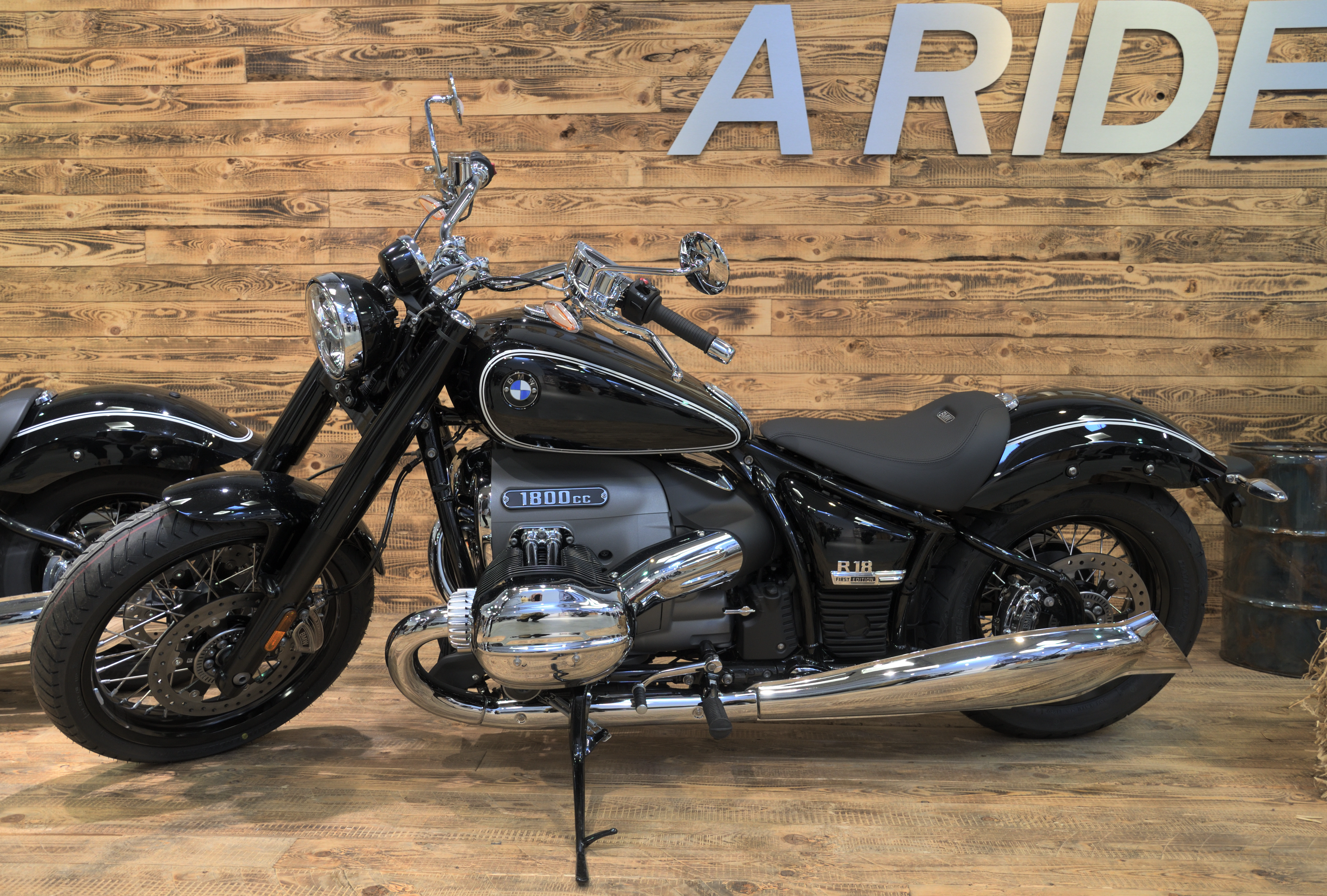
BMW R 18 (2020).

BMW Motorrad AG es la unidad de negocio de motocicletas del fabricante automovilístico alemán BMW AG, formando parte de la división Corporativa y de Desarrollo de marca. Esta división se creó en el año 2007, aunque la fabricación de motocicletas por parte de BMW se remonta al año 1923 con la BMW R 32 Ya entonces se adoptó la disposición Motor Boxer bicilíndrico que aún mantiene en nuestros días, junto con otras configuraciones.
A la división de motocicletas de BMW perteneció también la marca Husqvarna, adquirida en 2007, y luego vendida a KTM en 2013.

## Modelos fabricados
Los modelos de BMW Motorrad se clasifican en familias, llevando cada una letra de prefijo distinta. Estas son:
Serie C – Scooters y Maxi-Scooters llamados Urban Mobility Vehicles por BMW. Bicilíndricos paralelos de 650 cc, 600c y ahora monocilindricos de 350cc llamados C400X y C400GT. También tuvo dos versiones completamente eléctricas, como la C Evolution y la nueva CE 04.
Serie F – Bicilíndricos paralelos de 798 cc de cilindrada, con distribución tanto por cadena como por correa fabricado por Rotax. Los modelos son F700GS, F800GS, F800R, F800S, F800GT y F800ST. La F650GS (descontinuada) montaba un monocilíndrico de fabricación austriaca Rotax de 652 cc. Para el año 2017 la compañía anunció la actualización de la serie F incrementando su cilindrada hasta los 850 cc. Se han desarrollado los modelos F750GS y F850GS. Para el año 2020, a raíz de la actualización de la Normativa europea sobre emisiones Euro 5, la marca bávara incrementa la cilindrada de la serie a 895 cc, creando los modelos F900R y F900XR, con motores fabricados por la industrial china Loncin.
Serie G – Monocilíndricos de 449 hasta 652 cc con cadena de distribución. Los modelos son G450X (ya retirada), G650GS, G650 Sertão, G650 Xmoto, G650 Xchallenge y G650 Xcountry. Los motores de 450 cc eran fabricados por Taiwán. Los componentes del motor 650 cc de los años 2009 y 2010 se fabricaron en Austria por Rotax, siendo el montaje final en China por Loncin Holdings, Ltd. Novedad para 2016 es la G310R y la G310 GS, la hermana en versión trail de la G310R una monocilíndrica refrigerado por agua, manufacturado en India por TVS Motor Company. 
Serie R – Originalmente la única serie, con motor boxer bicilíndrico de diferentes cilindradas, iniciada con la R 32, disposición mecánica con la que se ha asociado a la marca desde siempre al igual que la transmisión por cardán, originalmente con motor SV y luego motor OHV. Asimismo existió una serie R monocilíndrica, con el cilindro en posición vertical, evolucionando hasta su final en los años 60. Los modelos Boxer actuales se introdujeron en 1993 con motor OHC y 4 válvulas por cilindro. En estos últimos las novedades no se limitaban sólo al motor, sino a la revolucionaria suspensión delantera Telelever y la trasera Paralever. 
Los modelos hasta 2017 son de 1170 cc como siempre con transmisión por eje cardán. Los modelos son R1200GS, R1200R, R1200RT, BMW R1200RS, R1200S, R nineT y R18. A partir del año 2018 se elevó la cilindrada a 1250 cc.
Serie K – 4 cilindros en línea desde 1157 hasta 1649 cc con transmisión por cardán. Los modelos son K1200LT, K1300GT, K1300R y K1300S. En 2011, BMW Motorrad lanzó la variante de 6 en línea de 1649 cc: K1600GT, K1600GTL, K1600 Bagger y K1600 Grand America.
Serie S – S1000RR – Moto deportiva con motor transversal, 999 cc. Los modelos eran S1000R y S1000XR.

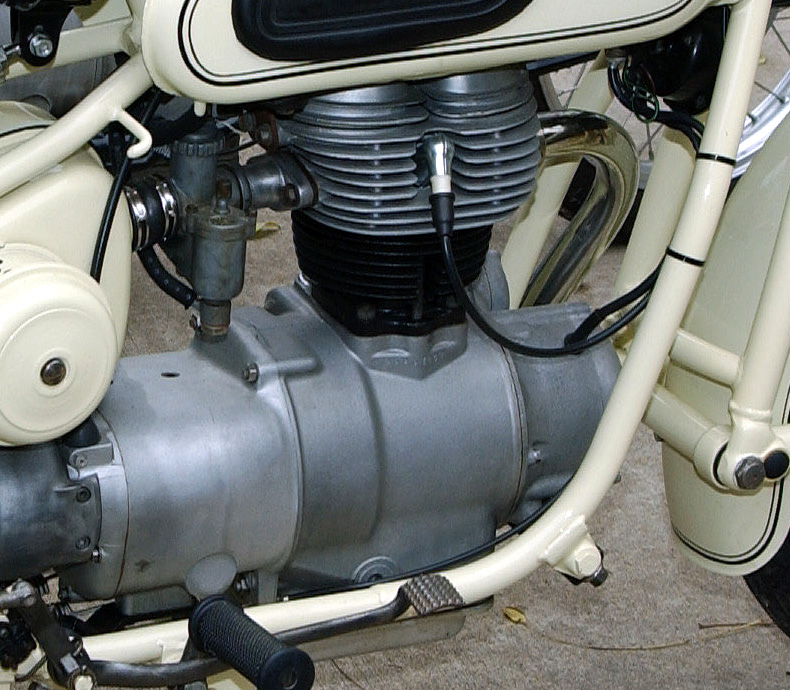
R 27
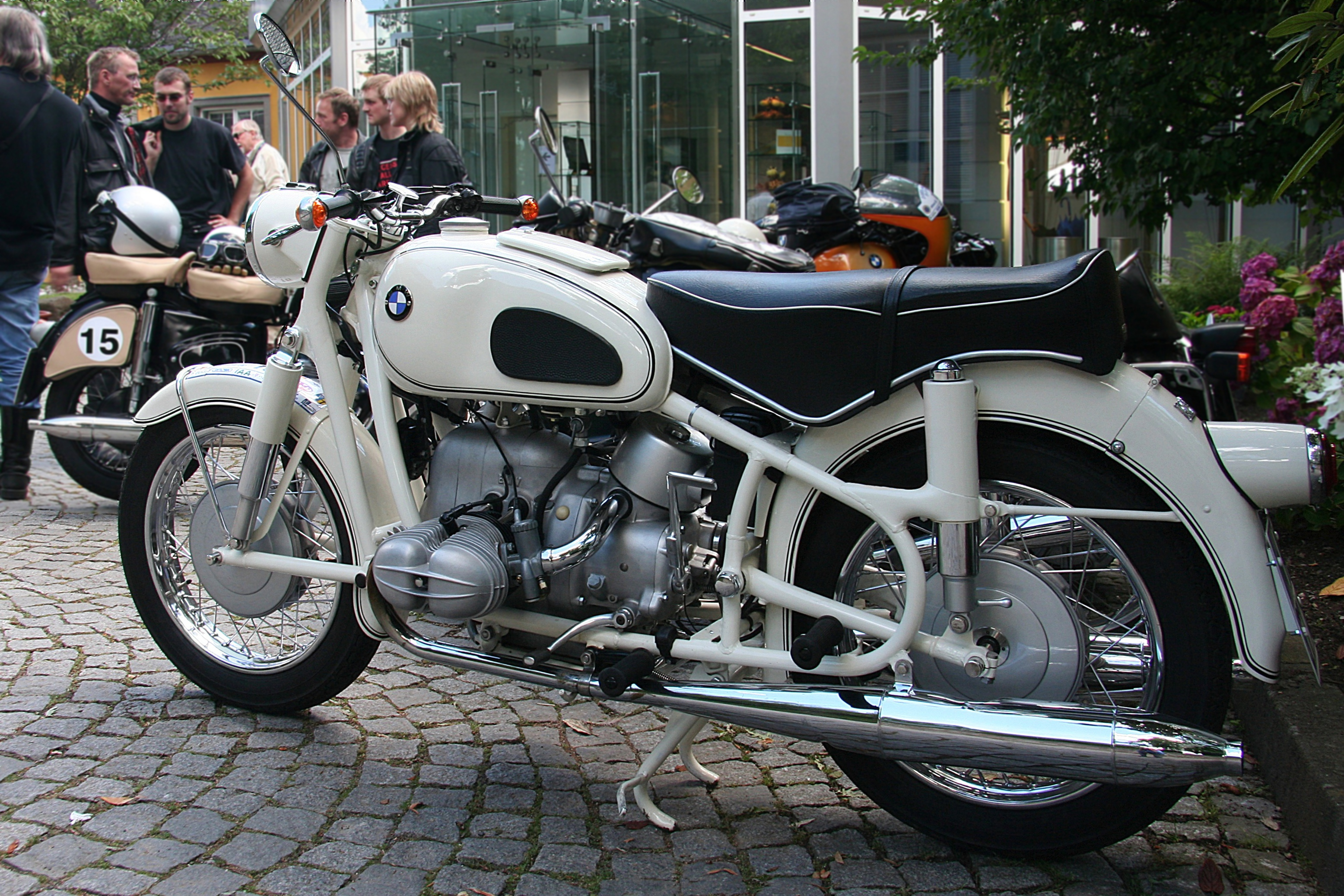
R 69S
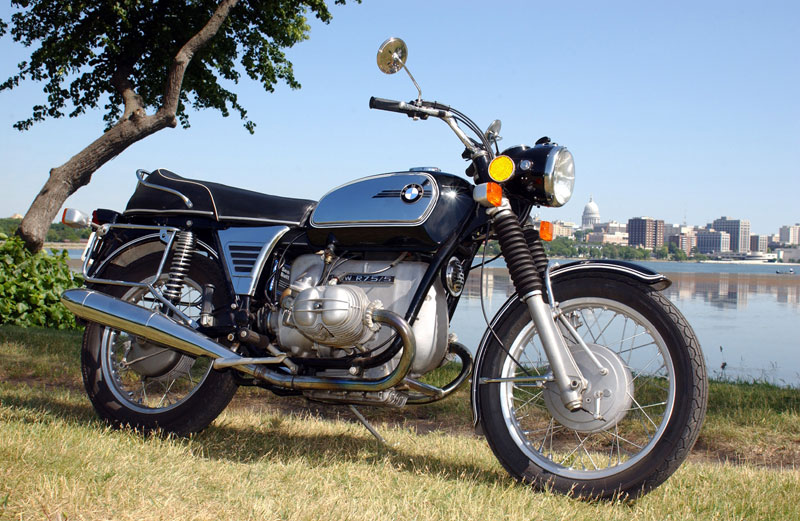
R-75/5
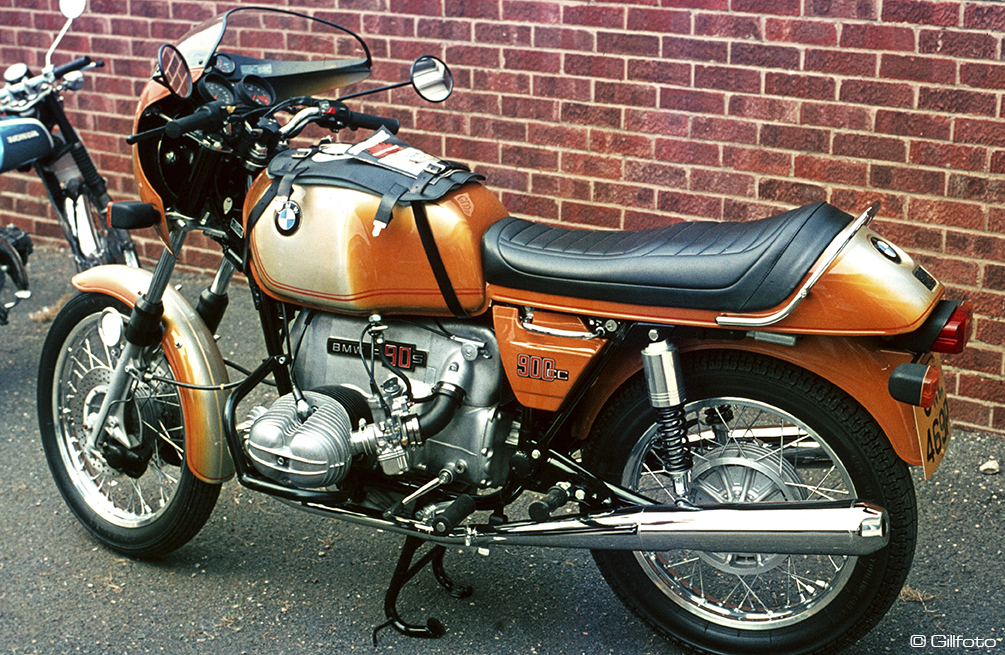
R-90/S
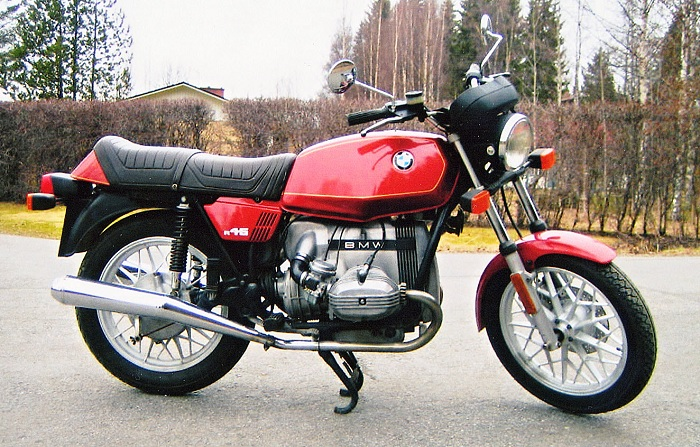
R-45
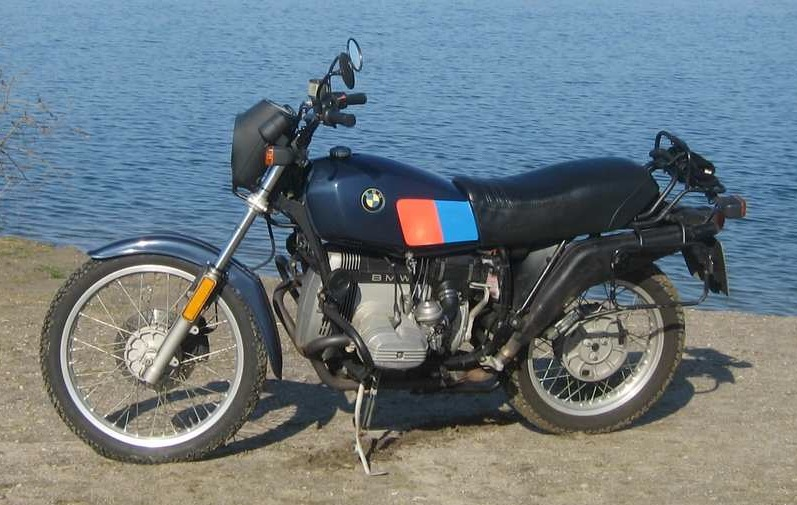
R-80GS
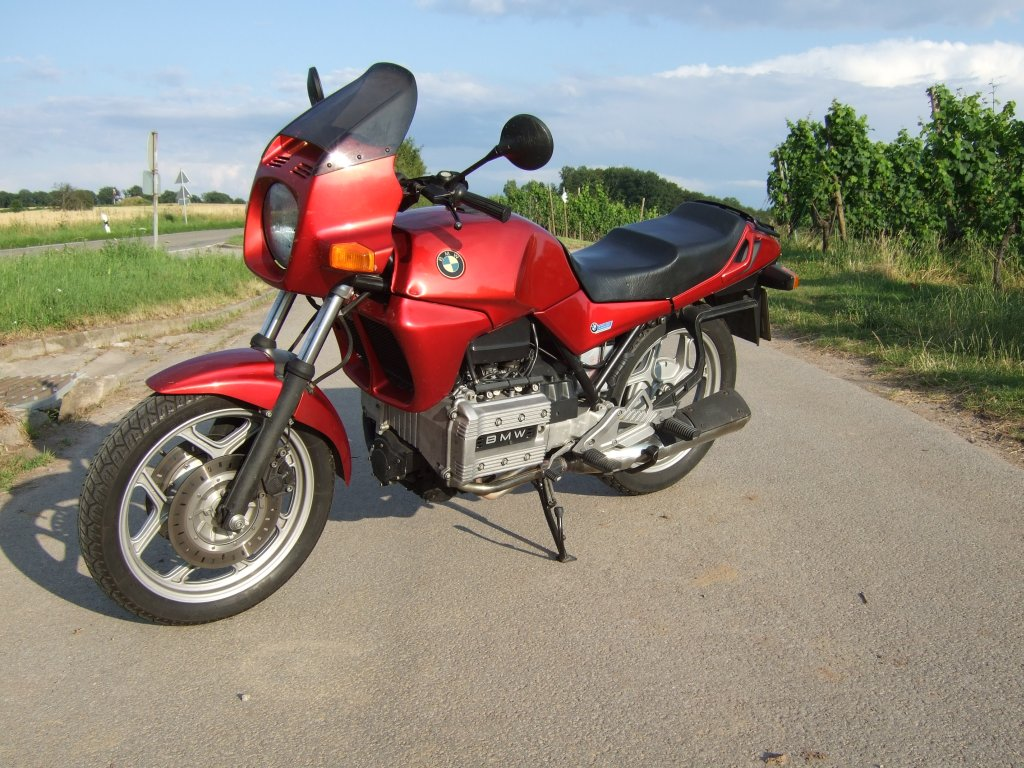
K75
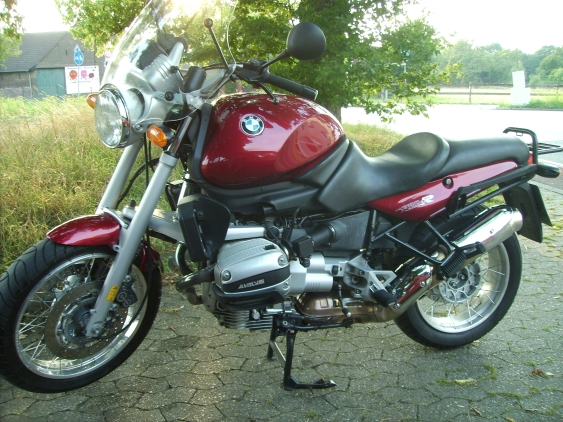
R1100R
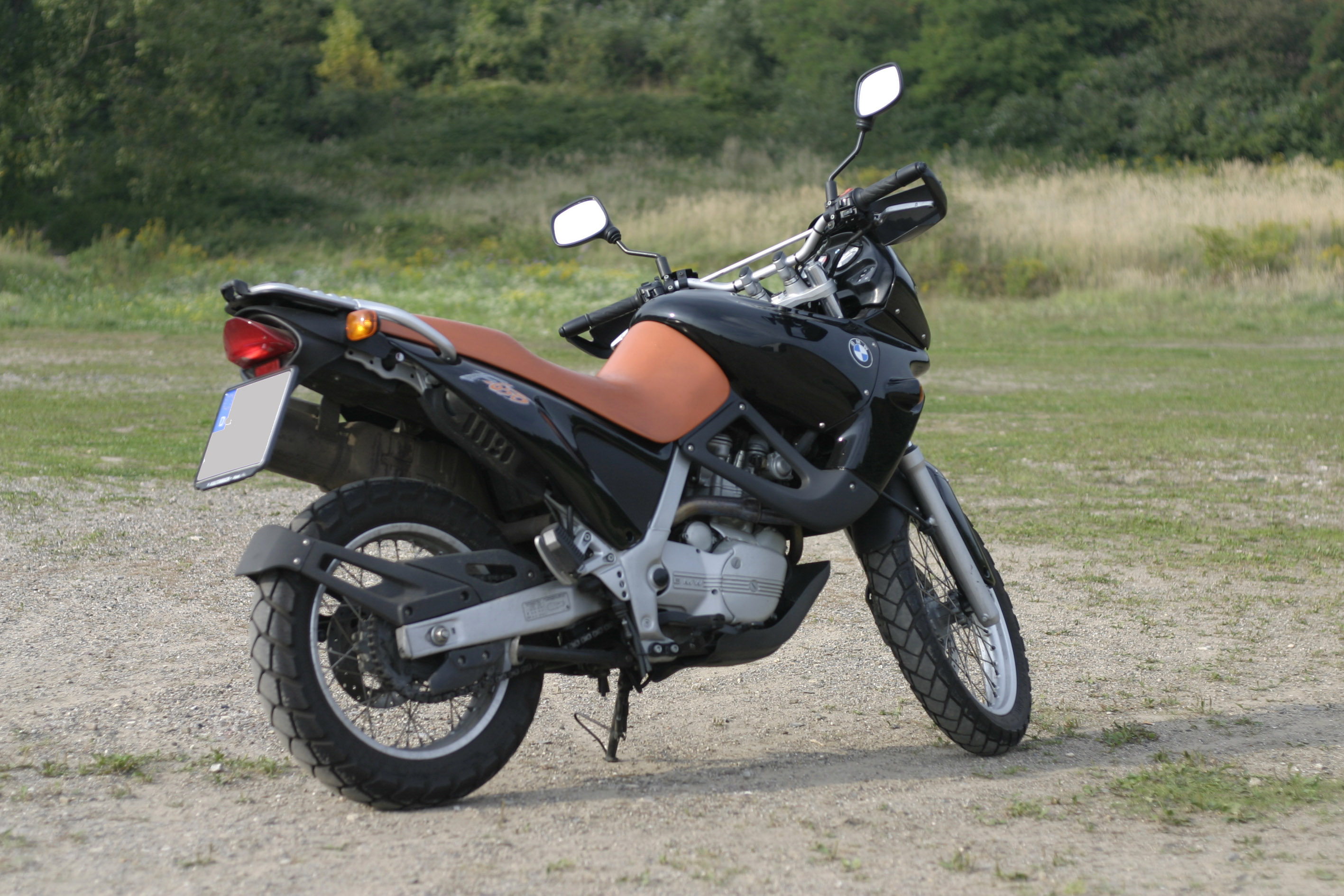
F650

- BMW 200 R 2
- BMW 200 R 20
- BMW 200 R 23
- BMW 250 R 24
- BMW 250 R 25
- BMW 250 R 26
- BMW 250 R 27
- BMW 250 R 39
- BMW 300 R 3
- BMW 310 R
- BMW 310 GS
- BMW 350 R 35
- BMW 400 R 4
- BMW 450 R 45
- BMW 500 R 5
- BMW 500 R 32
- BMW 500 R 37
- BMW 500 R 42
- BMW 500 R 47
- BMW 500 R 52
- BMW 500 R 57
- BMW 500 R 50
- BMW 500 R 51
- BMW 600 R 6
- BMW 600 R 60
- BMW 600 R 61
- BMW 600 R 66
- BMW 600 R 67
- BMW 600 R 68
- BMW 600 R 69
- BMW 650 R 65
- BMW 750 R 11
- BMW 750 R 12
- BMW 750 R 16
- BMW 750 R 17
- BMW 750 R 62
- BMW 750 R 63
- BMW 750 R 71
- BMW 750 R 75
- BMW 800 R 80
- BMW 800 R 80 G/S
- BMW 900 R 90
- BMW 1000 R 100
- BMW R850 R
- BMW R850 GS
- BMW R1100 R
- BMW R1100 RS
- BMW R1100 RT
- BMW R1100 GS
- BMW R1150 R
- BMW R1150 RS
- BMW R1150 RT
- BMW R1150 GS
- BMW R1200 GS
- BMW R1200 S
- BMW R1200 R
- BMW R1200 RS
- BMW R1200 RT
- BMW R1200 ST
- BMW R18
- BMW K75
- BMW K100
- BMW K1100 LT
- BMW K1200 RS
- BMW K1200 LT
- BMW K1200 S
- BMW K1200 R
- BMW K1200 GT
- BMW K1300 S
- BMW F900R
- BMW F900XR
- BMW F800
- BMW F800GS
- BMW F850GS
- BMW F700 GS
- BMW F750GS
- BMW F650 CS
- BMW F650 GS
- BMW G650 GS Sertão
- BMW G650 GS
- BMW C1